# Pattinaggio di velocità ai XXIII Giochi olimpici invernali - 5000 m femminile
La gara dei 5000 metri femminile di pattinaggio di velocità dei XXIII Giochi olimpici invernali di Pyeongchang si è svolta il 16 febbraio 2018 sulla pista dell'ovale di Gangneung a partire dalle ore 20:00 (UTC+9).
La pattinatrice olandese Esmee Visser ha conquistato la medaglia d'oro, mentre l'argento e il bronzo sono andati rispettivamente alla ceca Martina Sáblíková e alla russa Natal'ja Voronina.

## Record
Prima della manifestazione il record del mondo e il record olimpico erano i seguenti:
| Record mondiale | 6'42"66 | Martina Sáblíková Rep. Ceca | 18 febbraio 2011 Salt Lake City, Stati Uniti |
| Record olimpico | 6'46"91 | Claudia Pechstein Germania  | 23 febbraio 2002 Salt Lake City, Stati Uniti |

Nel corso della competizione non sono stati migliorati.

## Risultati
| Pos.    | Batteria | Corsia | Atleta                 | Nazione                      | Tempo   | Distacco | Note |
| ------- | -------- | ------ | ---------------------- | ---------------------------- | ------- | -------- | ---- |
| Oro     | 4        | O      | Esmee Visser           | Paesi Bassi                  | 6'50"23 | -        | TR   |
| Argento | 6        | O      | Martina Sáblíková      | Rep. Ceca                    | 6'51"85 | +1"62    |      |
| Bronzo  | 6        | I      | Natal'ja Voronina      | Atleti Olimpici dalla Russia | 6'53"98 | +3"75    |      |
| 4       | 1        | I      | Annouk van der Weijden | Paesi Bassi                  | 6'54"17 | +3"94    |      |
| 5       | 5        | I      | Ivanie Blondin         | Canada                       | 6'59"38 | +9"15    |      |
| 6       | 3        | O      | Isabelle Weidemann     | Canada                       | 6'59"88 | +9"65    |      |
| 7       | 1        | O      | Maryna Zuyeva          | Bielorussia                  | 7'04"41 | +14"18   |      |
| 8       | 5        | O      | Claudia Pechstein      | Germania                     | 7'05"43 | +15"20   |      |
| 9       | 4        | I      | Misaki Oshigiri        | Giappone                     | 7'07"71 | +17"48   |      |
| 10      | 2        | I      | Jelena Peeters         | Belgio                       | 7'10"26 | +20"03   |      |
| 11      | 2        | O      | Carlijn Schoutens      | Stati Uniti                  | 7'13"28 | +23"05   |      |
| 12      | 3        | I      | Nana Takagi            | Giappone                     | 7'17"45 | +27"22   |      |